# 南沃爾斯島
南沃爾斯島是蘇格蘭的島嶼，位於大西洋海域，屬於奧克尼群島的一部分，毗鄰霍伊島，面積11平方公里，最高點海拔高度57米，2001年人口120。
58°47′24″N 3°10′48″W / 58.79000°N 3.18000°W